# Liiva (Pärnu)
Liiva (Duits: Liwa) is een plaats in de Estlandse gemeente Pärnu, provincie Pärnumaa. De plaats heeft de status van dorp (Estisch: küla).
Tot in oktober 2017 lag Liiva in de gemeente Audru. In die maand werd Audru bij de stadsgemeente Pärnu gevoegd.
Tugimaantee 60, de weg van Pärnu naar Lihula, loopt door Liiva.

## Bevolking
Het dorp had 57 inwoners op 31 december 2011 en 61 inwoners op 31 december 2021.

## Geschiedenis
Liiva werd in 1624 voor het eerst genoemd onder de naam Liwe Aho, een boerderij op het landgoed van Audru. In 1797 was Liiva onder de naam Liwa een ‘semi-landgoed’ (Duits: Beigut, Estisch: poolmõis), een landgoed dat deel uitmaakt van een groter landgoed, in dit geval Audru. Liwa had ook een herberg. Na 1920 was Liiva een nederzetting, die in 1939 de status van dorp kreeg.